# Julián Chicco
Julián Antonio Chicco (Brinkmann, 13 gennaio 1998) è un calciatore argentino, centrocampista svincolato.

## Biografia
È fratello di Ignacio Chicco, a sua volta calciatore professionista.

## Caratteristiche tecniche
È un mediano.

## Carriera

### Club
Cresciuto nelle giovanili del Boca Juniors, esordisce il 1º maggio 2016 nel match perso 1-0 contro l'Argentinos Juniors.

### Nazionale
Nel 2017 partecipa con la nazionale Under-20 argentina al Campionato sudamericano, disputando 4 incontri.

## Statistiche

### Presenze e reti nei club
Statistiche aggiornate all'11 marzo 2018.
| Stagione            | Squadra             | Campionato          | Campionato | Campionato | Coppe nazionali | Coppe nazionali | Coppe nazionali | Coppe continentali | Coppe continentali | Coppe continentali | Altre coppe | Altre coppe | Altre coppe | Totale | Totale |
| Stagione            | Squadra             | Comp                | Pres       | Reti       | Comp            | Pres            | Reti            | Comp               | Pres               | Reti               | Comp        | Pres        | Reti        | Pres   | Reti   |
| ------------------- | ------------------- | ------------------- | ---------- | ---------- | --------------- | --------------- | --------------- | ------------------ | ------------------ | ------------------ | ----------- | ----------- | ----------- | ------ | ------ |
| 2016                | Boca Juniors        | PD                  | 3          | 0          | CA              | 0               | 0               | CL                 | 0                  | 0                  |             | -           | -           | 3      | 0      |
| 2016-2017           | Boca Juniors        | PD                  | 0          | 0          | CA              | 0               | 0               |                    | -                  | -                  |             | -           | -           | 0      | 0      |
| 2017-2018           | Boca Juniors        | PD                  | 1          | 0          | CA              | 0               | 0               |                    | -                  | -                  |             | -           | -           | 1      | 0      |
| Totale Boca Juniors | Totale Boca Juniors | Totale Boca Juniors | 4          | 0          |                 | 0               | 0               |                    | 0                  | 0                  |             | -           | -           | 4      | 0      |
| Totale carriera     | Totale carriera     | Totale carriera     | 4          | 0          |                 | 0               | 0               |                    | 0                  | 0                  |             | -           | -           | 4      | 0      |

## Palmarès

### Club

#### Competizioni nazionali
- Campionato argentino: 2

Boca Juniors: 2016-2017, 2017-2018
- Supercopa Argentina: 1

Boca Juniors: 2018
- Segunda División: 1

Leganés: 2023-2024